# آنی روزار
آنی روزار (انگلیسی: Annie Rosar؛ ۱۷ مهٔ ۱۸۸۸ – ۵ اوت ۱۹۶۳) یک هنرپیشه اهل اتریش بود. وی بین سال‌های ۱۹۱۰ تا ۱۹۶۳ میلادی فعالیت می‌کرد.
از فیلم‌ها یا برنامه‌های تلویزیونی که وی در آن نقش داشته است می‌توان به مرد سوم، موتسارت اشاره کرد.